# Usama Al Shahmani

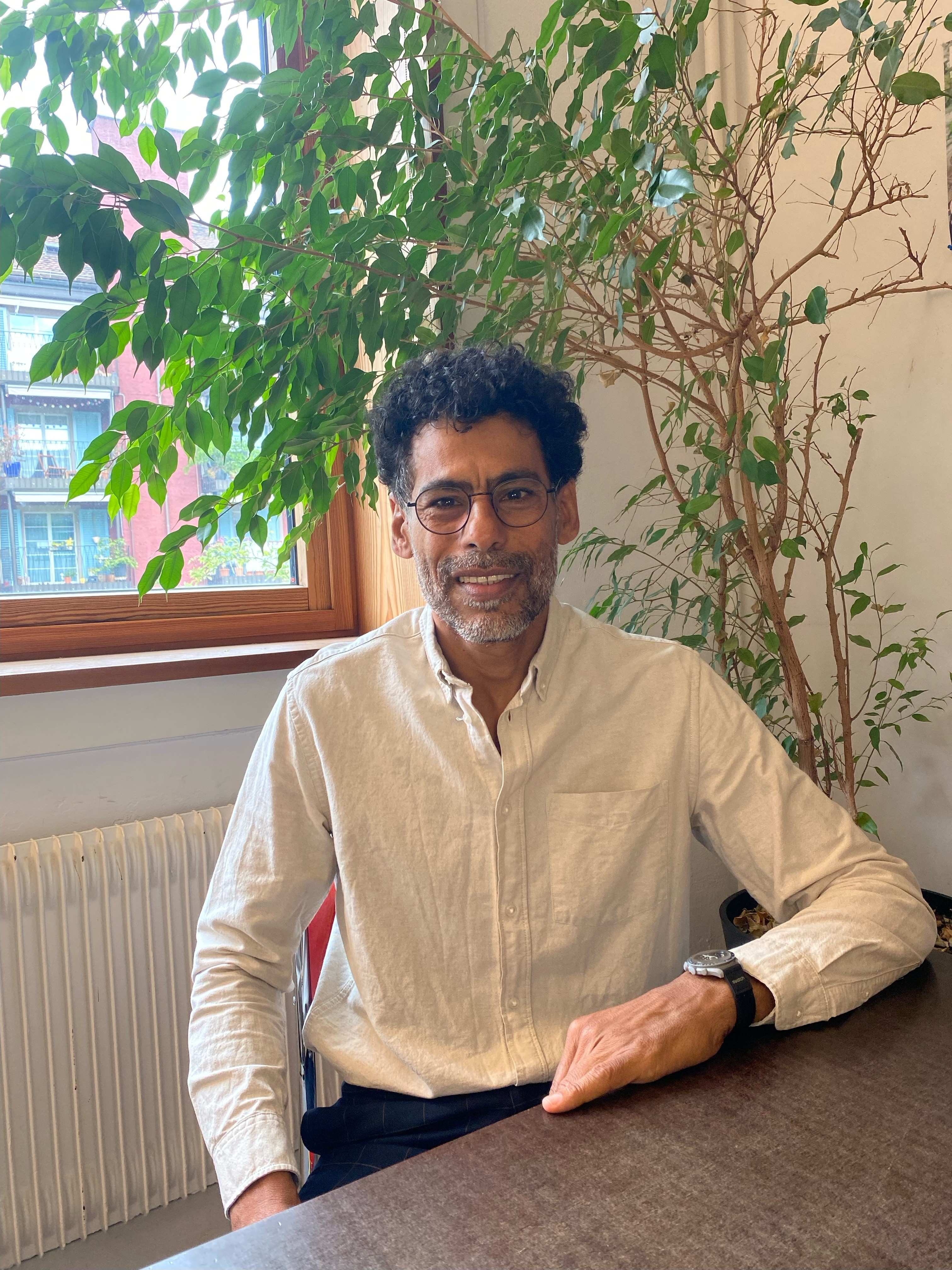
Usama Al Shahmani 2025

Usama Al Shahmani (* 1971 in Bagdad) ist ein irakisch-schweizerischer Schriftsteller und Übersetzer.

## Leben
Usama Al Shahmani wuchs in Nasirija auf. Er war 9 Jahre alt, als der Irakisch-Iranische Krieg begann. So war seine Schulzeit vom Krieg überschattet. An der Universität in Bagdad studierte er arabische Sprache und moderne arabische Literatur und bekleidete dort eine Assistentenstelle. In seiner Doktorarbeit befasste er sich mit dem zeitgenössischen Dichter Mahmud Al Buraikan, der es vorzog, in der Zeit der Diktatur nicht zu publizieren. Allein durch sein Schweigen machte sich Al Buraikan verdächtig, und selbst dem Doktoranden begegnete das Regime von nun an mit Misstrauen, wie Al Shahmani in einem Interview mit dem Deutschlandfunk ausführt. 2002 wird ein Theaterstück von Al Shahmani an einer Universitätsbühne in Basra angenommen, aber schon nach der dritten Aufführung verboten. Alle Beteiligten wurden nun vom Geheimdienst Saddam Husseins verfolgt, Al Shahmani gelingt die Flucht in die Schweiz, wo er fast zwei Jahre in Flüchtlingsunterkünften lebt und sich Deutsch selbst beibringt.
Seit 2021 ist er Literaturkritiker beim «Literaturclub» des Schweizer Fernsehens SRF. Usama Al Shahmani lebt in Zürich.

## Schaffen
Al Shahmani veröffentlichte drei Bücher über arabische Literatur und übersetzte Friedrich Schleiermacher, Jürgen Habermas und andere deutschsprachige Autoren ins Arabische. Daneben schrieb er bislang drei Romane auf Deutsch, die allesamt auf seiner Herkunft und der Auseinandersetzung mit dem Exil gründen. In Die Fremde – ein seltsamer Lehrmeister, ein Buch, das zusammen mit Bernadette Conrad entstand, zeigt er auf, wie Exilerfahrung, die Auseinandersetzung mit der fremden Sprache und Kultur, auch das Potential zur persönlichen Weiterentwicklung bergen kann. Al Shahmanis erster Roman In der Fremde sprechen die Bäume arabisch erschien im August 2018, wurde mehrfach ausgezeichnet und war unter anderem für das «Lieblingsbuch des Deutschschweizer Buchhandels» nominiert. Der Roman ist Trauerarbeit um seinen im Irak verschollenen jüngeren Bruder, dessen Verbleib die Familie trotz ungeheurer Anstrengungen nicht aufklären kann. Um die Frage geglückter oder misslungener Integration geht es im Roman Im Fallen lernt die Feder fliegen: Hier geht eine in den Westen ausgewanderte Familie zurück in die Heimat, in den Irak. Für die Töchter aber ist der Irak nun die Fremde, weshalb sie in die Schweiz zurückkehren. Im Jahr 2022 erschien der Roman Der Vogel zweifelt nicht am Ort, zu dem er fliegt. Anlässlich des 50-jährigen Jubiläums des Limmat Verlags wählte Usama Al Shahmani fünfzig seiner Lieblingsgedichte aus dem Verlagsprogramm aus. Die daraus entstandene Anthologie erschien unter dem Titel Ein Seidenfaden zu den Träumen im Februar 2025.
Auf Einladung von Michael Wiederstein las Al Shamani beim Ingeborg-Bachmann-Preis 2022.
Seine Bücher wurden mehrfach ausgezeichnet und in verschiedene Sprachen übersetzt.

## Werke auf Deutsch
- Die Fremde – ein seltsamer Lehrmeister: eine Begegnung zwischen Bagdad, Frauenfeld und Berlin. Zusammen mit der Autorin Bernadette Conrad. Limmat Verlag, Zürich 2016, ISBN 978-3-85791-816-2
- In der Fremde sprechen die Bäume arabisch. Roman. Limmat Verlag, Zürich 2018, ISBN 978-3-85791-859-9
- Im Fallen lernt die Feder fliegen. Roman. Limmat Verlag, Zürich 2020, ISBN 978-3-03926-002-7
- Der Vogel zweifelt nicht am Ort, zu dem er fliegt. Roman. Limmat Verlag, Zürich 2022, ISBN 978-3-03926-042-3
- In der Fremde sprechen die Bäume arabisch. Roman. Taschenbuch. Unionsverlag, Zürich 2022, ISBN 978-3-293-20924-4
- Im Fallen lernt die Feder fliegen. Roman. Taschenbuch. Unionsverlag, Zürich 2023, ISBN 978-3-293-20992-3
- Der Vogel zweifelt nicht am Ort, zu dem er fliegt. Roman. Taschenbuch. Unionsverlag, Zürich 2025, ISBN 978-3-293-71031-3
- Ein Seidenfaden zu den Träumen. Gedichte aus der Schweiz, ausgewählt und mit einem Vorwort von Usama Al Shahmani. Limmat Verlag, Zürich 2025, ISBN 978-3-03926-087-4

## Werke auf Italienisch
- In terra straniera gli alberi parlano arabo. Roman. Marcos y Marcos, 2021
- La piuma cadendo impara a volare. Marcos y Marcos, 2022
- Quando migrano, gli ucelli sanno dove andare. Marcos y Marcos, 2024

## Werke auf Arabisch
- Über die Gruppe 47. Eine Forschung. Verlag der Universität Basra 1999.
- Der Dichter Mahmud al Buraikan und sein Text. Ein Beitrag zur modernen arabischen Dichtung. Arab Encyclopedia House. Beirut 2004.
- Schreiben im Zeitalter der Postmoderne. Verlag The General House of Cultural Affairs, Bagdad 2014.

## Übersetzungen ins Arabische
- Ivo Zanoni: Der Dichter am Bahnhof: Al-Hadara Publishing, Kairo 2010.
- Jürgen Habermas: Zwischen der säkularen Vernunft und dem religiösen Glauben. Auswahl von Aufsätzen. Institut Philosophie Bagdad 2011.
- Peter Heine: Der Islam. Verlag Westöstlicher Diwan, Beirut 2012.
- Osten–Westen. Auf den Wegen zwischen Ost und West. Herausgegeben vom Historischen Museum Basel, 2013.
- Thomas Hürlimann: Fräulein Stark. Verlag The General House of Cultural Affairs, Bagdad 2013.
- Friedrich Daniel Schleiermacher: Über die Religion. Reden an die Gebildeten unter ihren Verächtern. Verlag Al Tanweer, Beirut 2017.

## Auszeichnungen
- 2018 Förderpreis der Stadt Frauenfeld[8]
- 2019 Terra Nova-Literaturpreis der Schweizerischen Schillerstiftung[9]
- 2019 Förderpreis des Kanton Thurgau[10]
- 2019 Nomination «Das Lieblingsbuch des Deutschschweizer Buchhandels»[11]